# Jan van Dort
Jan ("Joop") Leendert van Dort (Heemstede, 25 mei 1889 – Leiden, 1 april 1967) was een Nederlands voetballer.
Van Dort begon als jonge voetballer in zijn woonplaats Heemstede, alvorens in 1910 bij Ajax terecht te komen.
In december 1912 maakte Van Dort zijn debuut in het eerste elftal als middenvelder, maar de eerste drie jaar kon hij nog niet rekenen op een basisplaats. Toen hij zich eenmaal in de basis gespeeld had begon hij aan een forse productie doelpunten. Samen met de aanvaller Jan de Natris namen ze meer dan driekwart van de doelpunten voor hun rekening. In de seizoenen 1918/19, 1919/20 en 1921/22 werd hij topscorer van de club. In totaal scoorde hij 73 keer. Door zijn productiviteit werd hij geselecteerd voor het Olympisch elftal dat meedeed aan de spelen van Antwerpen in 1920.
In 1922 verhuisde Van Dort voor zijn werk naar Arnhem. Daar heeft hij zijn carrière voortgezet bij Vitesse. Zijn oudere broer Henk heeft ook voor Ajax gespeeld, zij het dat dit slechts tot één wedstrijd beperkt is gebleven.